# 鈴木慎二
鈴木 慎二（すずき しんじ、2月18日 - ）は、日本の映像コンテンツ事業家・プロデューサー・演出家。愛知県出身。イクイティピクチャーズ・ジャパン合同会社コンテンツ管理・製作事業会社社長兼最高経営責任者CEO・CCO、プラネットエンターテイメント株式会社取締役エグゼクティブプロデューサー。

## 略歴
25年前から映像コンテンツビジネス中核にプロデューサー、ディレクター、メディアコンサルタント、マーケティングプロモーション、マーチャンダイジング、商業施設開発まで目標を定め、多岐にわたる国内外「総合エンタテインメント」事業で活躍。
1984年から1991年までビクター音楽産業株式会社のエリアプロモーション部にて宣伝とプロモーションビデオ制作に従事。
1992年から1994年まで株式会社マックレイの設立に参画し、CM・TV番組を中心とした企画・デジタル映像の知識を吸収し、ビジュアル・スーパーバイザーとしてポストプロダクションと制作プロダクションの融合（ポスプロからの演出・VFXなど効果的なビジュアル提案）を目指したプロデュース業務を提言展開。
1994年より有限会社イクイティエンタテインメントを設立（現 イクイティピクチャーズ・ジャパン合同会社）し代表取締役兼CEOに就任。TV・映画・音楽・アニメーション・スポーツ及びテーマパーク商業施設企画で「総合エンタテインメント」事業が出来る環境造りを目指す。イクイティ社のTVオープニングタイトル（ドラマ・スポーツ・報道・バラエティ）制作はTV業界での草分的な存在であった。現在は特に映画・TV・アニメーションのコンテンツ企画制作・ファイナンス事業を重点事業として積極的な活動を続けている。
2005年から2008年まで株式会社ゴンゾにてデジタルアニメーション企画制作改善の為、業務改革・プロジェクトマッチングコンサルタントとして企画部部長、企画製作部部長などを歴任。
2009年から2011年まで株式会社ランドック・スタジオを設立し、インキュベーションコンサルティングとして取締役副社長兼CCOに就任。Queen『ボヘミアンラプソディー feat. 松本零士』を制作プロダクション第一弾として完成。
2010年から2013年まで全世界ターゲットにした、Viki, Inc.にて、Viki Japan office インキュベーションコンサルタント（日本オフィス代表・ゼネラルマネジャー）としてコンテンツ事業に従事。
2011年より、映画・アニメーション企画製作業務にてPlanet Entertainment, Inc.で取締役・プロデューサー（非常勤）として現任。

## 主な受賞歴
- 「VJ Electronic Background」（1993年MTV) 企画プロデュース
  - NEW ORLEANS BDA INTERNATIONAL SILVER AWARD'1994
- 「TOH」（1993年MTV) 企画プロデュース
  - THE NEW YORK FILM FESTIVALS Int'l TV Programming'1994  GRAND PRIX
  - HOLLAND ANIMATION FILM FESTIVAL'1995   GRAND PRIX
  - THE 6TH INTERNATIONAL ANIMATION FESTIVAL HIROSHIMA'1996 COMPETITION

## 主なテレビ・映像作品
- 「1993Xmas CHAGE and ASKA 『星に願いを』PV」(1993年、日本テレビ) プロデュース
※TV番組にて日本初のモーションキャプチャーを使用したCG制作
- 「追跡」（1991年、日本テレビ) 演出補
- 「読売新聞NEWS」（1996年、日本テレビ) オープニングタイトルプロデュース
- 「VJ Electronic Background」（1993年、MTV) 企画プロデュース
- 「TOH」（1993年、MTV) 企画プロデュース
- 「SPORTS And NEWS」（1994年、TBS) オープニングタイトル企画・プロデュース
- 「神々の詩」（1997年、TBS) オープニングタイトル企画・プロデュース
- 「INDY500」（1997年、TBS) オープニングタイトル企画・プロデュース・共同演出
- 「うたばん」（1996年、1997年、TBS) ジングルプロデュース
- 「人生の楽園」（2000年、テレビ朝日) タイトルロゴデザイン・オープニングタイトルプロデュース
- 「踊る大捜査線 歳末特別警戒スペシャル」（1997年、フジテレビ) オープニングタイトルプロデュース
- 「ガングリフォン ゲーム」（1996年ゲームアーツ）オープニング&エンディングCGプロデュース
- 「B'z 『ねがい』PV」(1994年、VERMILLION RECORDS) 監督
- 「Queen『ボヘミアンラプソディー feat. 松本零士』アニメーションPV」(2009年EMI / think) エグゼクティブプロデューサー
- 「『松本零士「オズマ」』」アニメーション作品　全6話(2012年 WOWOW開局20周年記念作品) 製作 / エグゼクティブ・プロデューサー / 音楽プロデューサー

など多数

### 主な映画作品
- 「ケイゾク / 映画 Beautiful Dreamer」（2000年）VFX

など